# آن ويلز
آن ويلز (بالإنجليزية: Anne Wills)‏ هي مقدمة تلفزيونية أسترالية، ولدت في 3 أكتوبر 1944 في وانجارتا في أستراليا.

## وصلات خارجية
- آن ويلز على موقع IMDb (الإنجليزية)